# クロアチア公国
クロアチア公国 (クロアチアこうこく、クロアチア語: Knezevina Hrvatska、ギリシア語: Χρωβατία) は、現在のダルマチア地方周辺のクロアチア人が8世紀ごろに建国した国家。 
現在のイストリア半島を除くクロアチアとセルビアの、一部地域を領有していた。925年にはクロアチア王国となる。周囲を東ローマ帝国とフランク王国という大国に囲まれていたこともあり、その二国の争いに巻き込まれることも多かった。フランク王国による属国化により、カトリックも受容した。
クロアチア公国は、その終焉まで恒久的な首都が存在しない。

## 名称
852年、時の公（クネズ）であったトルピミル1世の称号が、それまでの「ダルマチア・リブルニア公」から「クロアチア公」に改称された。国名の由来はこれに求めることができる。

## 歴史

### 前史

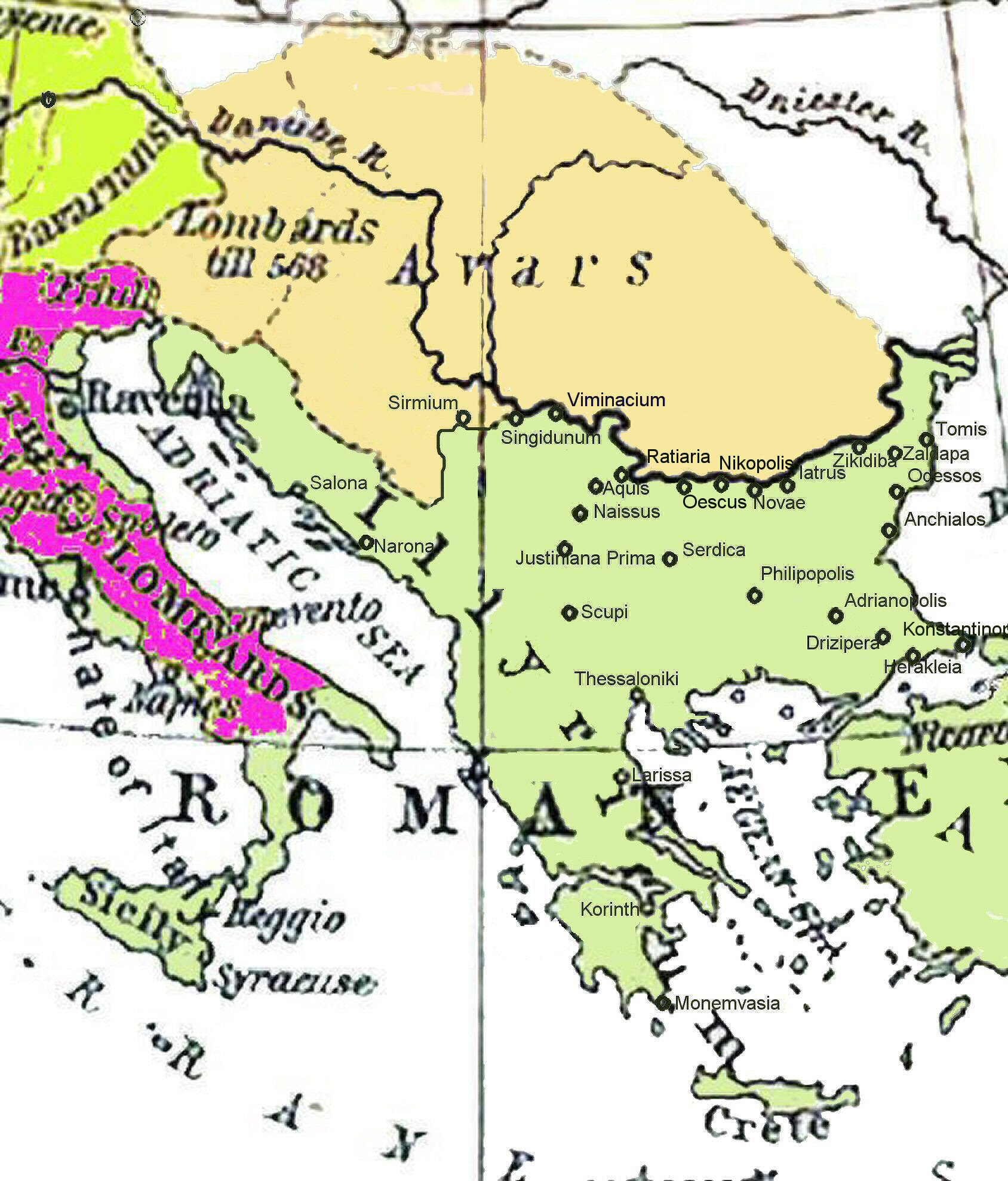
600年ごろのアヴァール人と東ローマ帝国。

当時のダルマチアを支配していたアヴァール人がサモ王国に敗れた。6世紀前半にヘラクレイオス1世はダルマチアへの移住を認め、クロアチア人はダルマチアに定住を開始した。

### 属国
788年に、フランク王国の君主であったカール大帝はイストリアを征服した。この影響で隣接するパンノニア公国はフランク王国の支配に下ったが、依然としてフランク軍はクロアチアを支配下に置くことを企んでいた。